# Bradley White
Pour les articles homonymes, voir White.
Bradley White, né le 15 janvier 1982 à Troy (Ohio), est un coureur cycliste américain.

## Biographie
Fin 2014, il prolonge son contrat avec la formation UnitedHealthcare. Il met fin à sa carrière à l'issue de la saison 2016.

## Palmarès

### Par année
- 2010
  - 1re étape du Dana Point Grand Prix (contre-la-montre)
- 2012
  - 3e du championnat des États-Unis du critérium
- 2013
  - Glencoe Grand Prix
  - 1re et 4e étapes de l'Intelligentsia Cup
- 2014
  - 5e étape du Tour de Langkawi
  - Wilmington Grand Prix
  - Glencoe Grand Prix
  - 3e étape du Tulsa Tough
  - 2e du championnat des États-Unis du critérium
- 2015
  - Wilmington Grand Prix
- 2016
  - Wilmington Grand Prix

### Classements mondiaux
| Année         | 2008 | 2009 | 2010 | 2011 | 2012 | 2013 | 2014 |
| ------------- | ---- | ---- | ---- | ---- | ---- | ---- | ---- |
| UCI Asia Tour | 316e |      |      |      |      |      | 169e |